# Jhenaidah Sadar
Jhenaidah  Sadar è un sottodistretto (upazila) del Bangladesh situato nel distretto di Jhenaidah, divisione di Khulna. Si estende su una superficie di 467,75 km² e conta una popolazione di 455.932 abitanti (dato censimento 2011).